# خافي غوميز (لاعب كرة قدم)
خافي غوميز (بالإسبانية: Javier Gómez Castroverde)‏ هو لاعب كرة قدم إسباني في مركز الوسط، ولد في 10 يناير 1999 في طليطلة في إسبانيا. لعب مع خيتافي ب.

## وصلات خارجية
- خافي غوميز (لاعب كرة قدم) على موقع قاعدة بيانات كرة القدم.إي يو (الإنجليزية)
- خافي غوميز (لاعب كرة قدم) على موقع Soccerway.com (الإنجليزية)